# Boniface Lele
Boniface Lele (ur. 14 kwietnia 1947 w Kyangwithya, zm. 9 kwietnia 2014 w Mombasie) – kenijski duchowny katolicki, arcybiskup metropolita Mombasy. Święcenia kapłańskie przyjął 8 grudnia 1974.

## Episkopat
2 listopada 1995 został mianowany biskupem ordynariuszem diecezji Kitui. Sakry biskupiej udzielił mu 2 lutego 1996 ówczesny prefekt Kongregacji Ewangelizacji Narodów - kard. Jozef Tomko.
1 kwietnia 2005 Jan Paweł II mianował go arcybiskupem metropolitą Mombasy. 
1 listopada 2013 Franciszek przyjął jego rezygnację z tej funkcji.